# Rio Gardina
O Rio Gardina é um rio da Romênia, afluente do Valea Feţii, localizado no distrito de Maramureş.